# ۱۴ کمان
۱۴ کمان یک ستاره است که در صورت فلکی عقاب قرار دارد.